# Huginn Seyðisfjörður
Le Huginn Seyðisfjörður est un club de football islandais basé à Seyðisfjörður dans l'est de l'Islande.

## Palmarès
- Championnat d'Islande D3
  - Champion : 2015

- Championnat d'Islande D4
  - Champion : 2004